# Сальтопус
Сальтопус (лат. Saltopus, букв. — «нога що стрибає») — рід дуже маленьких двоногих динозавроподібних, що включав єдиний вид Saltopus elginensis з пізнього тріасового періоду Шотландії. Це одна з найвідоміших елгінських рептилій.

## Опис

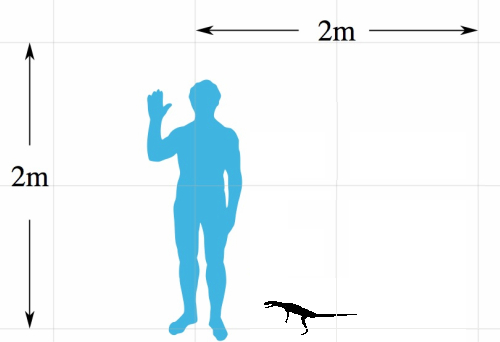
Порівняння сальтопуса з людиною сучасною

Saltopus elginensis відомий лише за одним частковим скелетом, в якому відсутній череп, але є частини хребетного стовпа, передні кінцівки, таз і задні кінцівки. Вони збереглися переважно у вигляді відбитків або природних зліпків з пісковику — кісткового матеріалу дуже мало. Він був розміром з домашнього кота, приблизно 80—100 сантиметрів завдовжки. Він мав порожнисті кістки, як у птахів та інших динозаврів. Він міг важити близько 1 кілограма. У 2016 році його довжину оцінювали в 50 см, висоту в стегнах — 15 см, а вагу — 110 г. Більша частина його довжини припадала на хвіст. Руки були п'ятипалі, причому четвертий і п'ятий пальці були редуковані. Всупереч оригінальному опису, у 2011 році було встановлено, що крижі (стегнові хребці) сальтопуса складаються з двох хребців, а не з чотирьох, як у похідних форм.

## Історія відкриття

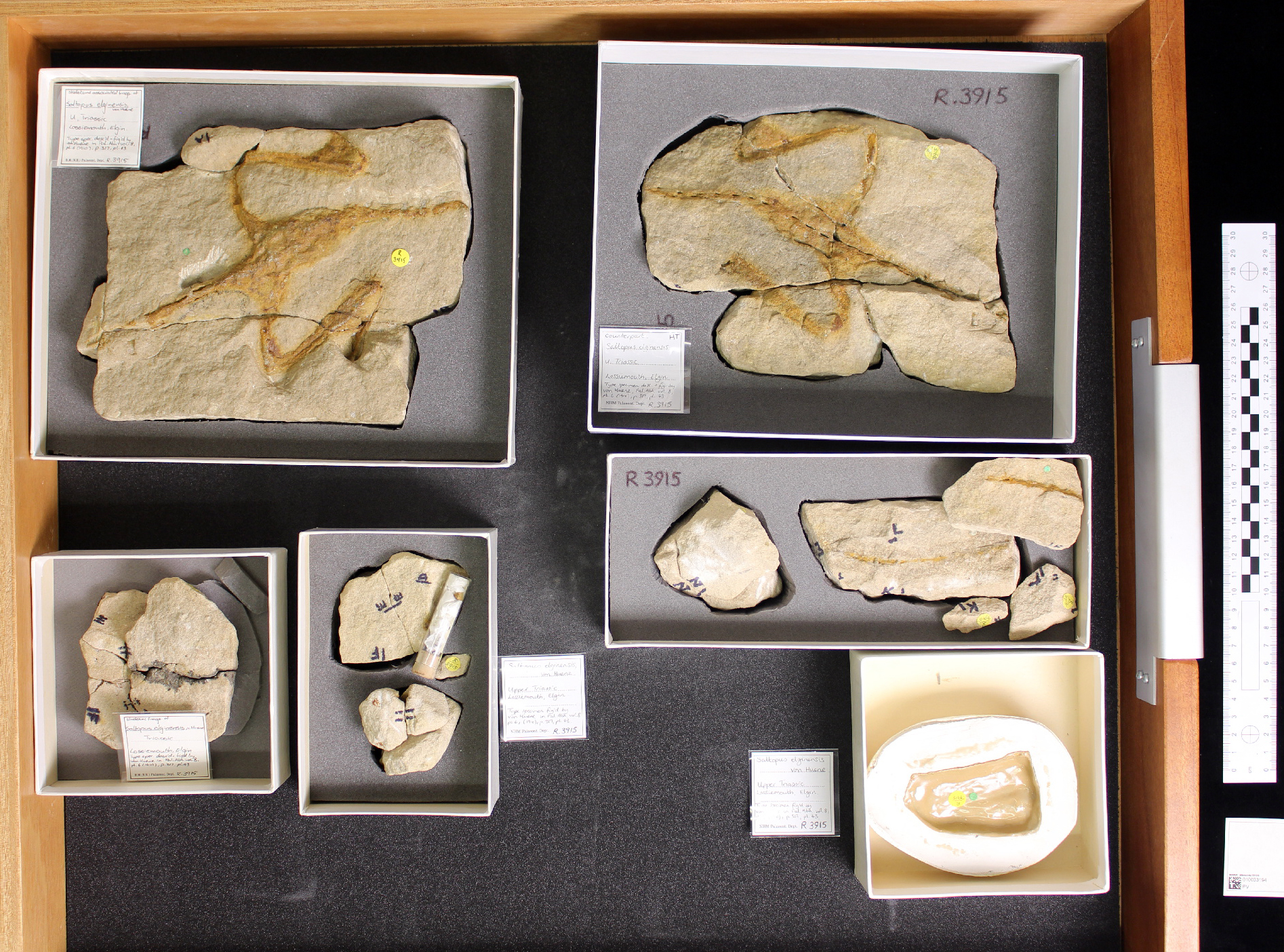
Фрагменти голотипу

Єдину відому скам'янілість сальтопуса знайшов Вільям Тейлор у 1867 році у кар'єрах Лоссімут-Вест і Іст. Спочатку він був названий Томасом Генрі Гакслі в 1867 році представником виду Telerpeton elginense (зараз Leptopleuron lacertinum), а пізніше названий і описаний Фрідріхом фон Хюне в 1910 році як типовий вид Saltopus elginensis.
Родова назва походить від лат. saltare — «стрибати» та грец. πούς, pous, — «нога». Видова назва відсилає до його походження поблизу Елгіна, де водилися елгінські плазуни. Голотип NHMUK R.3915, видобутий з формації пісковиків Лоссімут, що датується карнійсько-норійським ярусом.